# Aradus insolitus
Aradus insolitus är en insektsart som beskrevs av Van Duzee 1916. Aradus insolitus ingår i släktet Aradus och familjen barkskinnbaggar. Inga underarter finns listade i Catalogue of Life.